# 河東町広野
河東町広野（かわひがしまち こうや）は、福島県会津若松市の大字である。郵便番号は969-3422。

## 地理
会津若松市北部の河東地区（旧河沼郡河東町域）に属する。東で河東町東長原、南で河東町南高野、南西で河東町熊野堂、北西で河東町大田原、北で耶麻郡磐梯町赤枝、磐梯町大谷とそれぞれ隣接する。概ね町村制施行以前の河沼郡広野村の流れを汲む地域である。河東地区北部に位置し、一級水系阿賀野川水系日橋川左岸流域の一部を主な範囲とする。中央部を東西に幹線一級市道38号が縦断する。東端部を除き域内全域にわたり水田が広がり、南部の冬木沢、中部の茶臼森、北部の北高野といった字に集落が点在する。

### 主な字
字
- 西乙
- 世段
- 替
- 山甲
- 山丙
- 松
- 上堂甲
- 生田丙

- 谷地
- 谷地乙
- 高野
- 中甲
- 森前
- 森前
- 森前甲
- 丸山甲

- 現塚甲
- 王塚甲
- 町道
- 町堂甲
- 行院甲
- 山
- 早稲田
- 早稲田甲

- 門中甲
- 臼森
- ノ山北乙丙
- 田甲
- 割石甲
- 山
- 割石甲
- 吉

- 岡丙
- 木沢
- 石
- 石甲

## 歴史
- 1875年 - 茶臼森新田、北高野新田、冬木沢村が統合され広野村が発足する。
- 1879年1月27日 - 広野村が福島県内における郡区町村制の施行により河沼郡の村となる。
- 1889年4月1日 - 町村制の施行により広野村が周辺7村と合併し堂島村が発足する。旧広野村域は堂島村の大字となる。
- 1957年4月1日 - 堂島村が日橋村と合併して河東村が発足し、河東村の大字となる。
- 1978年4月1日 - 河東村が町制施行し、河東町の大字となる。
- 2005年11月1日 - 河東町が会津若松市に編入され、会津若松市の大字となる。

## 世帯数と人口
2024年1月1日現在の世帯数と人口は以下の通りである。
| 大字       | 世帯数 | 人口  |
| ---------- | ------ | ----- |
| 河東町広野 | 75世帯 | 193人 |

## 小・中学校の学区
市立小・中学校に通う場合、学区は以下の通りとなる。
| 番地 | 小学校                       | 中学校                       |
| ---- | ---------------------------- | ---------------------------- |
| 全域 | 会津若松市立河東学園前期課程 | 会津若松市立河東学園後期課程 |

## 交通

### 道路
- 幹線一級市道38号
- 幹線一級市道39号
- 幹線一級市道41号

## 施設
- 冬木澤公民館
- 北高野公民館
- 八葉寺（会津高野山）
- 日吉神社
- 古峰神社
- 諏訪神社